# Habsheim
Habsheim je občina v departmaju Haut-Rhin francoske regije Alzacija.
Leta 1990 je v občini živelo 3 799 oseb oz. 243 oseb/km².